# ذئبة تثليجية
الذئبة التثليجية (بالإنجليزية: Lupus pernio)‏ هي آفةٌ جلديَّة صلبة بارزة مزمنة، وغالبًا تكون باللون الأرجواني، وتشبه التثليج وتشاهد على الأذنين، الخدين، الشفتين، الأنف، اليدين، الأصابع والجبهة. غالبًا ما تترافق مع مرض الغرناوية (الساركويد).